# Wolfgang J. Mommsen
Wolfgang Justin Mommsen (* 5. November 1930 in Marburg; † 11. August 2004 in Bansin auf Usedom) war ein deutscher Historiker.

## Leben und Wirken
Wolfgang Mommsen entstammte der Gelehrtenfamilie Mommsen. Er wurde als Sohn des Historikers und Universitätsprofessors Wilhelm Mommsen (1892–1966) und seiner Frau Marie Therese Mommsen, geborene Iken (1894–1974), in Marburg an der Lahn geboren. Der Althistoriker Theodor Mommsen (1817–1903) war sein Urgroßvater, der Zeithistoriker Hans Mommsen (1930–2015) sein Zwillingsbruder. Seine Mutter stammte aus einer Bremer Bankiersfamilie.
In Marburg besuchte Mommsen das Städtische Realgymnasium für Jungen, unterbrochen von einem halbjährigen Aufenthalt in Bremen, wo er die Oberrealschule am Barkhof besuchte. Im Februar 1951 legte er in Marburg das Abitur ab und studierte an der Philipps-Universität Marburg Geschichte, Philosophie, Kunstgeschichte und Politische Wissenschaften. Zu seinen wichtigsten Lehrern in Marburg zählten Wolfgang Abendroth, Helmut Beumann und Klaus Reich. Zum Sommersemester 1953 wechselte Mommsen an die Universität zu Köln, wo er zunächst vorwiegend kunstgeschichtliche und philosophische Vorlesungen bei Hans Kauffmann und Heinz Heimsoeth hörte, bevor er unter dem Einfluss von Theodor Schieder zur Geschichte wechselte. Im Februar 1956 absolvierte er in Köln die Wissenschaftliche Prüfung für das Lehramt an Höheren Schulen und wurde im Juli 1958 bei Schieder mit einer Arbeit über Max Weber und die deutsche Politik 1890–1920 zum Dr. phil. promoviert. Zweitgutachter der Dissertation war der Mediävist Theodor Schieffer.
Nach der Promotion verbrachte Mommsen 1958/59 ein Jahr bei Asa Briggs an der Universität Leeds, bevor er seine Stelle als Assistent Schieders antrat. 1961 unterbrach er seine Kölner Tätigkeit für einige Monate und lehrte als Assistenzprofessor an der Cornell University. 1967 erfolgte bei Schieder die Habilitation mit einer ungedruckt gebliebenen Arbeit über Die Politik des Reichskanzlers von Bethmann Hollweg als Problem der politischen Führung. Er war dann von 1967 bis 1968 Privatdozent in Köln und erhielt 1968 eine Professur für Neuere Geschichte an der Universität Düsseldorf, die er bis zu seiner Emeritierung im Jahr 1996 innehatte. Zu Mommsens akademischen Schülern gehören Walter H. Pehle, Dirk Blasius, Gerd Krumeich, Gerhard Hirschfeld, Gangolf Hübinger, Stig Förster, Holger Afflerbach, Peter Theiner und Boris Barth.
Von 1977 bis 1985 war Mommsen Direktor des Deutschen Historischen Instituts in London, an dessen Gründung 1976 er maßgeblich beteiligt war. Zudem war er Mitarbeiter (Secretary) des General Committee for History of Historiography of the International Committee of Historical Science. Von 1988 bis 1992 war er Vorsitzender des Verbandes der Historiker Deutschlands. 1989 wurde Mommsen Mitglied der Academia Europaea. Im Kollegjahr 1992/1993 war Mommsen als Forschungsstipendiat am Historischen Kolleg in München. 1973/74 gehörte er zu den Gründern der Fachzeitschrift Geschichte und Gesellschaft. Von 1993 an betreute Mommsen als Projektleiter die Jahresberichte für deutsche Geschichte. Im Frühjahr 1999 war Mommsen Gastfellow am Netherlands Institute for Advanced Study in Wassenaar.
Mommsens Forschungsinteresse konzentrierte sich zeitlich auf die zweite Hälfte des 19. und das frühe 20. Jahrhundert, inhaltlich auf drei Themenfelder dieser Epoche: Erstens publizierte er in internationaler Perspektive zur Geschichte des Imperialismus, seiner theoretischen Erfassung und der Geschichte Großbritanniens in dieser Epoche. Zweitens konzentrierte er sich auf die deutsche Geschichte mit dem Schwerpunkt Deutsches Kaiserreich, wozu er eine Vielzahl von Aufsätzen publizierte, deren wichtigste er in dem Band Der autoritäre Nationalstaat. Verfassung, Kultur und Gesellschaft im Deutschen Kaiserreich sammelte. Die große Synthese bot er in zwei Bänden der Propyläen Geschichte Deutschlands: Das Ringen um den nationalen Staat, 1993, und Bürgerstolz und Weltmachtstreben, 1995. Gegen Ende seines Lebens schrieb er schwerpunktmäßig über den Ersten Weltkrieg, besonders die Rolle der Intellektuellen im Krieg. Drittens blieb er dem Dissertationsthema Max Weber zeitlebens treu. Nachdem seine Doktorarbeit, 1959 erstmals publiziert, zu heftigen Kontroversen geführt hatte, insbesondere auf dem Heidelberger Soziologentag 1964, gehörte Mommsen zu den Initiatoren der Max-Weber-Gesamtausgabe, deren Mitherausgeber er bis zu seinem Tod blieb. Neben seiner fachwissenschaftlichen Tätigkeit trat Mommsen als Public Intellectual hervor, „konfliktfreudig, ein animal politicum durch und durch“, wofür sein Beitrag Weder Leugnen noch Vergessen befreit von der Vergangenheit im Historikerstreit exemplarisch steht. 1990 erhielt er den Premio Amalfi.

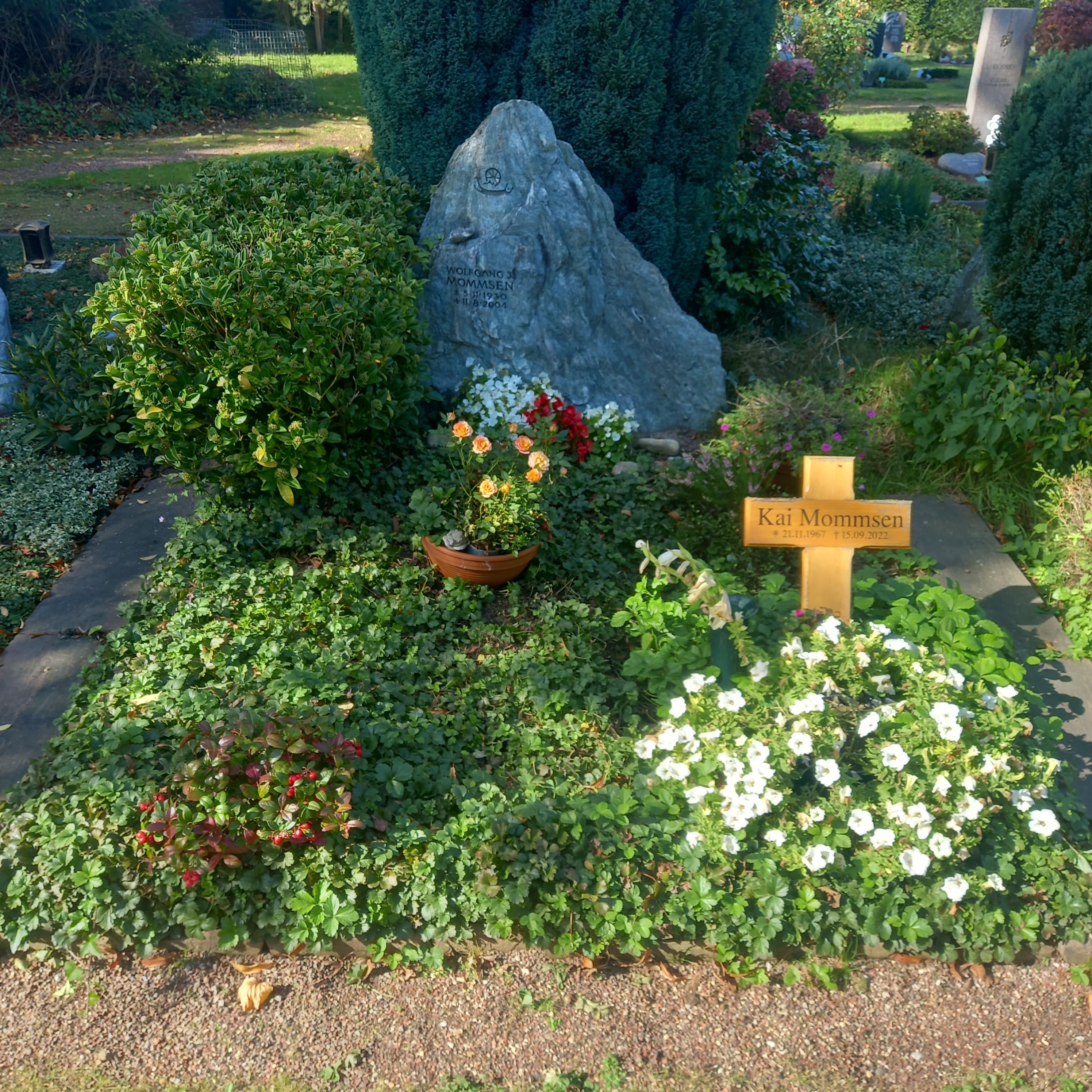
Das Grab von Wolfgang J. Mommsen auf dem Friedhof der Evangelischen Kirchengemeinde Kaiserswerth in Düsseldorf

Mommsen war evangelisch, seit 1965 mit Sabine Mommsen, geborene von Schalburg verheiratet, lebte in Düsseldorf-Kaiserswerth und hatte vier Kinder (Hans, Kai, Kerstin und Johanne). Er starb am 11. August 2004 beim Baden in der Ostsee.

## Schriften (Auswahl)
- Max Weber und die deutsche Politik 1890–1920. Mohr, Tübingen 1959 (Zugl.: Köln, Univ., Diss., 1958); 2. Auflage ebenda 1974.
- Imperialismus in Ägypten. Der Aufstieg der ägyptischen nationalen Bewegung 1805– 1956 (= Janus-Bücher. Bd. 21). R. Oldenbourg Verlag, München 1961.
- Die Politik des Reichskanzlers von Bethmann Hollweg als Problem der politischen Führung. (Köln, Univ., Habil.-Schr., 1967).
- Das Zeitalter des Imperialismus. Frankfurt a. M. 1969 (= Fischer Weltgeschichte, Bd. 28), ISBN 3-436-01216-5.
- Die Geschichtswissenschaft jenseits des Historismus. Droste, Düsseldorf 1971.
- als Hrsg.: Der moderne Imperialismus. Kohlhammer, Stuttgart 1971.
- Max Weber. Gesellschaft, Politik und Geschichte. Suhrkamp, Frankfurt am Main 1974, ISBN 978-3-518-07653-8.
- als Hrsg.: Imperialismustheorien. 1977; 3. Auflage: Göttingen 1987, ISBN 3-525-33533-4.
- als Hrsg.: Der europäische Imperialismus. Aufsätze und Abhandlungen. Vandenhoeck & Ruprecht, Göttingen 1979, ISBN 978-3-525-01321-2.
- Nation und Geschichte. Über die Deutschen und die deutsche Frage. München 1990, ISBN 3-492-11115-7.
- Der autoritäre Nationalstaat. Verfassung, Kultur und Gesellschaft im Deutschen Kaiserreich. Frankfurt a. M. 1992, ISBN 3-596-10525-0.
- Das Ringen um den nationalen Staat. Die Gründung und der innere Ausbau des Deutschen Reiches unter Otto von Bismarck 1850 bis 1890. Propyläen, Berlin 1993, ISBN 3-549-05817-9.
- Großmachtstellung und Weltpolitik 1870–1914. Die Außenpolitik des Deutschen Reiches. Berlin 1993, ISBN 3-548-33169-6.
- Bürgerliche Kultur und künstlerische Avantgarde 1870–1918. Kultur und Politik im deutschen Kaiserreich. Berlin 1994, ISBN 3-548-33168-8.
- Die Herausforderung der bürgerlichen Kultur durch die künstlerische Avantgarde. Zum Verhältnis von Kultur und Politik im Wilhelminischen Deutschland (= Schriften des Historischen Kollegs. Vorträge, 41). München 1994 (Digitalisat).
- Bürgerstolz und Weltmachtstreben. Deutschland unter Wilhelm II. 1890 bis 1918. Berlin 1995, ISBN 3-549-05820-9.
- Imperial Germany 1867–1918. Politics, Culture, and Society in an authoritarian State. London und andere 1995, ISBN 0-340-59360-1.
- (Hrsg.): Kultur und Krieg. Die Rolle der Intellektuellen, Künstler und Schriftsteller im Ersten Weltkrieg (= Schriften des Historischen Kollegs. Kolloquien. Bd. 34). München 1995, ISBN 978-3-486-56085-5 (Digitalisat).
- 1848. Die ungewollte Revolution. Die revolutionären Bewegungen in Europa 1830–1849. Frankfurt a. M. 1998, ISBN 3-10-050606-5.
- Max Weber und die deutsche Revolution 1918/19. Heidelberg 1998, ISBN 3-928880-17-9.
- als Herausgeber: Die ungleichen Partner. Deutsch-britische Beziehungen im 19. und 20. Jahrhundert. Stuttgart 1999, ISBN 3-421-05287-5.
- Bürgerliche Kultur und politische Ordnung. Künstler, Schriftsteller und Intellektuelle in der deutschen Geschichte 1830–1933. Frankfurt a. M. 2000, ISBN 3-596-14951-7.
- Der große Krieg und die Historiker. Neue Wege der Geschichtsschreibung über den Ersten Weltkrieg. Essen 2002, ISBN 3-89861-098-5.
- War der Kaiser an allem schuld? Wilhelm II. und die preußisch-deutschen Machteliten. Propyläen, München 2002, ISBN 3-549-07169-8.
- Max Weber und die deutsche Politik 1890–1920. 3. Aufl. Tübingen 2003, ISBN 3-16-148480-0.
- Die Urkatastrophe Deutschlands. Der Erste Weltkrieg 1914–1918 (= Gebhardt. Handbuch der deutschen Geschichte. Bd. 17). Klett-Cotta, Stuttgart 2004, ISBN 3-608-60017-5.
- Der Erste Weltkrieg. Anfang vom Ende des bürgerlichen Zeitalters. Frankfurt a. M. 2004, ISBN 3-596-15773-0.

Gesamtausgabe Max Weber
- mit Horst Baier und Mario Rainer Lepsius: Max Weber-Gesamtausgabe (MWG), 41 Bände, Mohr-Siebeck, Tübingen 1984–2019.